# Boisset (Haute-Loire)
Boisset é uma comuna francesa na região administrativa de Auvérnia-Ródano-Alpes, no departamento de Alto Loire. Estende-se por uma área de 14,04 km². Em 2010 a comuna tinha 352 habitantes (densidade: 25,1 hab./km²).

## Geografia
A comuna situa-se entre Tiranges (2 km) e Saint-Pal-de-Chalencon (5 km). A 8 km situa-se Apinac, e a 11 km temos Estivareilles.

## História
O nome da vila é mencionado desde o Século XI.